# 魏世熙
魏世熙，福建建安人，明朝政治人物。举人出身。
隆庆三年（1569年），首次創建永安縣。魏世熙擔任廣東廣州府永安縣知縣（現紫金縣知縣）。未到职，后由林天賜接任。